# Boheľov
Boheľov (Hongaars: Bögellő) is een Slowaakse gemeente in de regio Trnava, en maakt deel uit van het district Dunajská Streda.
Boheľov telt 361 inwoners.